# チア・にっぽん
チア・にっぽん（英語: Chea Japan）は、稲葉寛夫が主宰するキリスト教系、チャーチスクーリング、ホームスクーリングのネットワークと情報を提供する団体。2000年5月設立。事務局は、東京都東村山市栄町に設置されている。

## 組織概要
出版、ニュースレター、チア・マガジン、セミナーによりチャーチスクーリング、ホームスクーリングを支援、情報提供を行っている。
アメリカのホームスクール法律擁護協会（HSLDA）と協力して日本チャーチ＆ホームスクーリング法律擁護協会を設立し、日本でのチャーチ＆ホームスクーリングの環境整備も進めている。

## 代表
稲葉寛夫。早稲田大学法学部卒業、NHKディレクター、フラー神学校を卒業、ハーベスト・タイム・ミニストリーズディレクターを経て、チア・にっぽんを設立。